# Bucyrus International

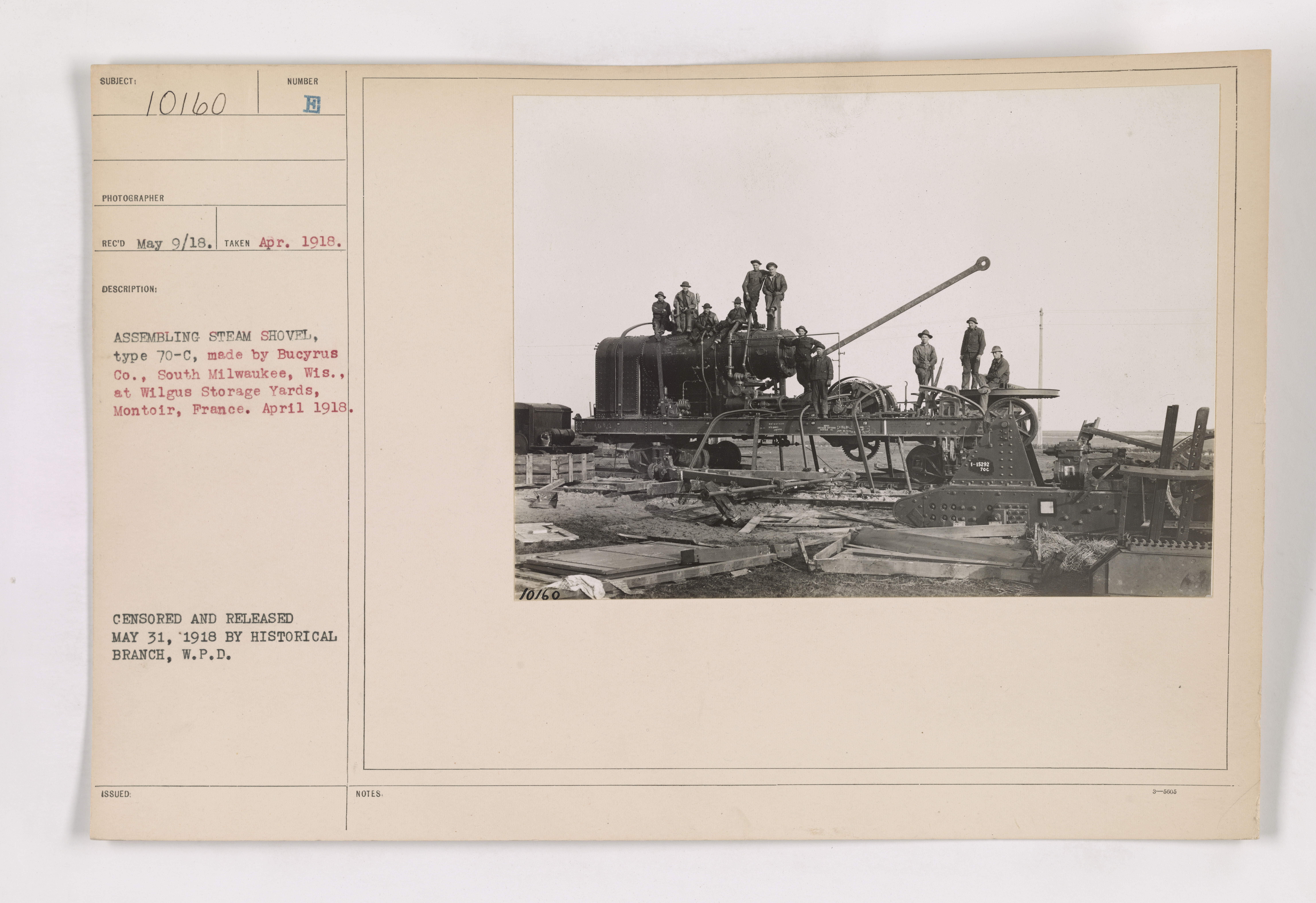
Koparka parowa, model 70-C z 1918 roku

Bucyrus International, Inc. – amerykański producent ciężkich maszyn górniczych. Firma założona w miejscowości Bucyrus, w stanie Ohio w 1880 r. pod nazwą Bucyrus Foundry and Manufacturing Company.
Obecnie firma jest jednym z największych producentów elektrycznych koparek linowych, kroczących koparek zgarniakowych, i wiertnic na potrzeby górnictwa odkrywkowego. Sprzęt produkowany przez firmę występuje pod markami Bucyrus, Bucyrus-Erie, Marion, i Ransomes Rapier.

## Historia
- 1882 r. – buduje pierwszą koparkę parową.
- 1893 r. – przenosi się do South Milwaukee, Wisconsin i zmienia nazwę na „Bucyrus Steam Shovel and Dredge Co”. W tym okresie produkuje około 80 koparek i pogłębiarek rocznie.
- 1896 r. – po reorganizacji firmy zmienia nazwę na „Bucyrus Company”.
- 1904 r. – do budowy Kanału Panamskiego w  firma dostarcza 77 koparek[1].
- 1927 r. – przejęcie firmy Erie Steam Shovel, zmiana nazwy na Bucyrus-Erie
- 1969 r. – rozpoczęcie produkcji jednej z największych koparek zgarniakowych – „Big Muskie”
- 1997 r. – przejęcie firmy Marion Power Shovel i zmiana nazwy na „Bucyrus International, Inc„